# Corrosion of Conformity
A Corrosion of Conformity (gyakori rövidítése: COC) amerikai metal együttes. A zenekar fennállása alatt számtalan tagcserén esett át, Woody Weatherman gitáros az egyetlen folyamatos tag. A klasszikus felállás a következő volt: Woody Weatherman - gitár, Mike Dean - basszusgitár, Reed Mullin - dob és Pepper Keenan - ének, ritmusgitár. 2006-ban szünetet tartottak (hiatus), majd 2010-ben újra összeálltak, ezúttal Keenan nélkül, aki a Down-ban is zenél. 2014-ben visszatért a CoC-ba.

## Története
1982-ben alakultak az észak-karolinai Raleigh-ben. Alapító tagjai: Mike Dean, Woody Weatherman, Reed Mullin és Benji Shelton énekes.
Hatásaik a klasszikus rock/metal zenekarok voltak, mint a Black Sabbath, az Iron Maiden, a Scorpions és a Judas Priest, illetve a klasszikus punk együttesek, mint a Black Flag, a Bad Brains, a Circle Jerks, a Minor Threat, a Discharge és a Germs.
Az együttes dalai először egy No Core nevű kiadó által megjelentetett ugyanilyen című válogatáslemezen jelentek meg, majd egy Why Are We Here? című válogatáslemezen, amelyet szintén a No Core adott ki. Shelton 1983-ban kiszállt a zenekarból, helyére Robert Stewart került, aki egy hónapig maradt az együttesben, majd felfogadták Eric Eycke énekest a helyi Colcor zenekarból. 1984-ben megjelent első nagylemezükön ő énekelt. Ezt követően Eycke kiszállt a zenekarból, így a COC trióként folytatta, a második nagylemezükön Dean és Mullin énekeltek. 1987-ben a zenekar új taggal bővült, Simon Bob Sinister személyében. 1987-es EP-jükön még a crossover thrash stílusban játszottak, "tisztább" énekkel, mint a korábbi lemezeiken.
Mike Dean 1987-ben elhagyta a zenekart, majd nem sokkal később Simon Bob is kiszállt. Az együttes ezt követően új énekest keresett, még egy hirdetést is feladtak a Flipside Fanzine-ben "James Hetfieldhez vagy Ozzy Osbourne-hoz hasonló énekest keresünk" szöveggel. A Caroline Records ebben az időben megjelentetett egy EP-t, amelyen Mike énekel, és a zenekar régi dalait tartalmazza.
Keresés után Karl Agell lett sz énekes, Phil Swisher lett a basszusgitáros, Pepper Keenan pedig másodgitáros lett. Az új felállás rögzítette az 1991-es Blind című albumot, amely az előző lemezektől eltérően sludge/groove metal hangzással rendelkezik. Ez volt az első COC album, amely fősodorbeli figyelmet kapott (mainstream). A "Vote with a Bullet" dal klipjét az MTV is többször játszotta, az album 1992-ben pedig felkerült a Billboard Heatseekers listára. A lemez 250 000 példányban kelt el.
1993-ban Agell és Swisher kiszálltak a zenekarból, és új együttest alapítottak, Leadfoot néven. Dean visszatért a COC-ba és Keenan vette át az énekesi posztot. A következő évben lemezszerződést kötöttek a Columbia Records-szal és a következő albumukat már ők jelentették meg. A lemezen már a stoner rock és southern rock stílusok hatása is hallható. Ezt a hangzásvilágot tovább vitték a későbbi albumaikra is.
Ez az album volt a legtöbb példányban elkelt lemezük. A lemezről kimásolt "Albatross" és "Clean My Wounds" című dalok rádiós slágerek lettek, az album pedig majdnem négy hónapot töltött a Billboard 200-as slágerlistán, a 155. helyen. A következő albumuk 1996-ban jelent meg. Annak ellenére, hogy a "Drowning in a Daydream" című dal újból rádiós sláger lett, és a Metallicával is turnéztak, a lemez kisebb példányszámban fogyott, mint az előző, a "Deliverance". A "Drowning in a Daydream" dalt a negyvenedik Grammy-díj gálán Grammy-díjra jelölték a "metal" kategóriában.
A lemez megjelenése után a Columbia Records megvált a COC-től, akik a Sanctuary Recordsnál kötöttek ki. 2000-es nagylemezüket már ők jelentették meg. Az album még az előző, Wiseblood című lemezüknél is nagyobb bukás lett. Ennek ellenére a "Congratulations Song" című daluk szintén sláger lett. Mullin 2001-ben kiszállt a zenekarból. Ezt követően több dobossal is dolgoztak: Jimmy Bowerrel az Eyehategodból, egy helyi professzorral, Merritt Partridge-dzsel, Stanton Moore-ral a Galacticból és Reed korábbi technikusával, Jason Pattersonnal, aki korábban a Cry of Love nevű hard rock együttesben is dobolt.
2005 áprilisában új albumot adtak ki, amely sikeres lett. A Billboard 200-as listán a 108. helyre került. Az albumról a "Stonebreaker" című dalt a Headbangers Ball című műsorban többször is lejátszották.
A zenekar 2006-tól 2010-ig szünetet tartott, mivel Pepper a Down-ban játszott.
2010 májusában a Blabbermouth.net bejelentette, hogy az "Animosity" album felállása újból összeállt és új albumon dolgozik. A zenekar hivatalos oldala szerint még mindig készen állnak új albumot rögzíteni, négy tagú felállásban, amikor eljön az idő. Pepper hivatalosan nem hagyta el az együttest.
A CoC nyolcadik nagylemeze 2012. február 28.-án jelent meg a Candlelight Records gondozásában.
2013 januárjában elkezdtek dolgozni a kilencedik nagylemezükön, amely 2014. július 1.-jén jelent meg.
Egy 2014. szeptemberi interjúban Reed Mullin megerősítette, hogy 2015-ben Pepper Keenan újból beszáll a Corrosion of Conformity-be, hogy új albumot rögzítsenek. A terv szerint a munkálatok 2015 januárjában kezdődtek meg.
2016-ban a zenekar megvált Reed Mullintól alkohol függősége miatt, de ezen év júniusában visszatért az együttesbe.
2017 novemberében bejelentették, hogy a tizedik albumuk 2018. január 12.-én jelenik meg. A "Cast the First Stone" kislemez ezen a napon jelent meg.
Reed Mullin 2020. január 27.-én elhunyt, 53 éves korában, helyére a manchesteri John Green került.

## Tagok
Jelenlegi tagok
- Woody Weatherman – gitár, vokál (1982–)
- Mike Dean – basszusgitár (1982–1987, 1993–), vokál (1982–1984, 1986–1987, 1993–2010, 2014–), ének (1984–1986, 2010–2014)
- Reed Mullin - dobok, ütős hangszerek, vokál (1982–2001, 2010–2020)[18][19]
- Pepper Keenan – ritmusgitár (1989–2006, 2014–), ének (1993–2006, 2014–), vokál (1989–1993)
- John Green – dob, ütős hangszerek (2020-, 2018-tól 2020-ig helyettesítő tag koncerteken)

## Diszkográfia
Stúdióalbumok
- Eye for an Eye (1984)
- Animosity (1985)
- Blind (1991)
- Deliverance (1994)
- Wiseblood (1996)
- America's Volume Dealer (2000)
- In the Arms of God (2005)
- Corrosion of Conformity (2012)
- IX (2014)
- No Cross No Crown (2018)